# هرم المناصب الروماني
هرم المناصب (باللاتينية: Cursus honorum) كانت ترتيباً تسلسلياً لمراتب المناصب الحكومية التي يشغلها السياسيون في عهد الجمهورية والإمبراطورية الرومانية. صُمِّمت هذه المناصب ليحملها أعضاء مجلس الشيوخ الروماني، ومثَّلت خليطاً من وظائف الإدارة السياسية والعسكرية. كان لكلٍّ منصب حدٌّ عمري أدنى لمن يمكن انتخابه له، كما كان على أي رجلٍ قضاء فاصل زمني معيَّن بين أي منصبين يستلمهما من هرم المناصب هذا، ولم يسمح القانون الروماني لأيّ شخصٍ باستلام المنصب ذاته مرَّتين.
رغم ذلك، حصل وأن تبدَّلت هذه القوانين هو تم تجاهلها علناً مرَّات عديدة على مدى القرن الأخير من تاريخ الجمهورية الرومانية. فعلى سبيل المثال، احتفظ غايوس ماريوس خلال تلك الفترة بمنصب قنصل لمدة خمس سنوات متتالية، بين عامي 104 و100 ق.م. كانت تعد هذه المناصب - رسمياً - فرصاً للخدمة العامة، إلا أنَّها كثيراً ما تحوَّلت إلى منابر للداعية الشخصية لا أكثر. بعد الإصلاحات التي أدخلها لوسيوس كونريليوس سولا على القانون، أصبح من الواجب أن تفصل مدة عشر سنوات بين استلام أي شخص لذات المنصب مرَّتين.
إن شغل رجل منصباً في أصغر عمرٍ ممكن لحيازته (suo anno) كان يعد نجاحاً سياسياً عظيماً، فعلى سبيل المثال، إذا لم يستطع الشخص أن يصبح بريتوراً في سنّ الـ39، فإنه لن يصبح قنصلاً حتى الـ42، وبالتالي كلَّما بدأ بالارتقاء في سنٍّ أصغر، كان أفضل له. كما وأنَّه كان مصدر شرفٍ كبيراً للشخص أن ينتخب لمنصب هام كالقنصل، بينما لم يكن أحد من أسلافه قد استلم المنصب قبلاً، ويمكن رؤية هذا في كتابات شيشرون.

## هرم المناصب
كانت المناصب التالية هي التي تُصنَّف على أنَّها جزءٌ من هرم المناصب في روما:
- الأطربون العسكري.
- الكويستور.
- الإيديل.
- البريتور.
- القنصل.
- حاكم الولاية.
- الرقيب.
- الأطربون.
- الدكتاتور.
- قائد الفرسان.
- برينسيبيس سيناتوس.